# Michael Landau
Michael Landau (* 1. června 1958 Los Angeles) je americký kytarista a zpěvák.
Na kytaru začal hrát ve svých jedenácti letech a již v devatenácti letech koncertoval s Bozem Scaggsem. Jako studiový hudebník spolupracoval s mnoha hudebníky, mezi které patří Pink Floyd (A Momentary Lapse of Reason, 1987), Jefferson Airplane (Jefferson Airplane, 1989) nebo Céline Dion (Let's Talk About Love, 1997). Rovněž spolupracoval se Stevem Lukatherem, Jamesem Taylorem nebo Michaelem Jacksonem. Hrál také na albu Amandla (1989) trumpetisty Milese Davise, ale přímo s ním se při nahrávání nesetkal.
Vystupuje také s Dustinem Boyerem a jeho kapelou The Dusty Meadows Band; nahrál s ním například alba Believe in Yourself (2010), Devotion (2022) a Remy (2023). Jeho mladším bratrem je baskytarista Teddy Landau; v devadesátých letech spolu hráli v kapele The Raging Honkies. Své první sólové album Tales from the Bulge vydal v roce 1990. Později vydal několik dalších sólových alb, včetně koncertní desky Liquid Quartet Live (2020), obsahující záznam z koncertu v klubu The Baked Potato.